# Отречение Бенедикта XVI
Отречение Папы Римского Бенедикта XVI (в миру Йозефа Алоиза Ратцингера) состоялось 28 февраля 2013 года в 20:00 по римскому времени (19:00 UTC). О предстоящем отречении Святой Престол впервые объявил утром 11 февраля.

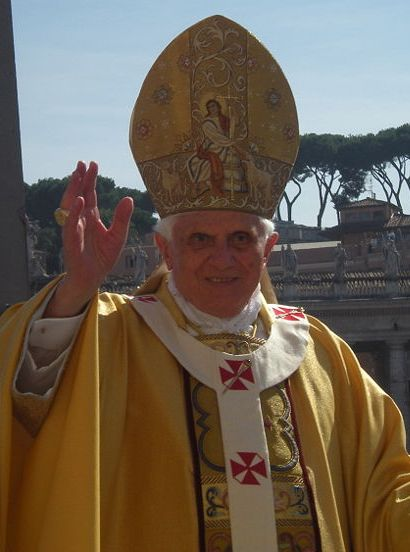
Бенедикт XVI

Это решение Бенедикта XVI сделало его первым римским папой, добровольно отрекшимся от престола, со времён отречения папы Григория XII в 1415 году (с целью преодоления Великого западного раскола). Предыдущее же отречение по собственной единоличной инициативе папы произошло в 1294 году, когда престол покинул престарелый Целестин V.
Решение Бенедикта XVI стало полной неожиданностью для общественности, в современной истории до этих пор не было случаев, чтобы папа оставлял престол иначе как после собственной смерти. Бенедикт XVI заявил, что причиной такого решения стали возраст и проблемы со здоровьем, не позволяющие ему нести свою службу на должном уровне.
После отречения Бенедикт XVI первым в истории получил титул Папа римский на покое.